# Цыганок, Владислав Иванович
Владислав Иванович Цыганок (род. 24 августа 1945 Запорожье Украинская ССР, СССР) — советский и украинский гандбольный тренер, заслуженный тренер Украины, в 2001 году главный тренер мужской сборной Украины и спортивный функционер.
В 1972 году окончил с отличием факультет физического воспитания Запорожского государственного педагогического института.
С 1977 по 1985 год работал тренером мужской команды ЗИИ. Затем тренером женской команды «Мотор» (1986—1991), в 1991—1994 годах тренером команды запорожского ZTR (гандбольный клуб). В 1994 году назначен главным тренером команды ZTR, с которым проработал по 2002 год.
В 2002—2006 годах главный тренер профессиональных клубов Туниса и Катара.
Работал главным тренером студенческой сборной команды Украины (1994—1996), тренером молодёжной (юниорской) сборной команды Украины (1996—1998), тренером и главным тренером мужской национальной сборной команды Украины (1997—2002).

### О тренерах сборной Украины
И ещё об одном важном факторе нашего успеха. Тренерский штаб сборной Украины по своей квалификации, безусловно, один из лучших в мире. Главный тренер Владислав Цыганок — эрудит и интеллектуал, тренер-ученый, написавший актуальнейшую диссертацию о проблемах гандбола.— Юрий Лисовой, «Спорт-ревю». 9 февраля 2001 года.
Под его руководством команда запорожский ZTR девять раз становился призёром чемпионатов Украины, в том числе шесть раз чемпионом Украины, дважды участвовал в четвертьфиналах Лиги чемпионов (1999, 2000). На уровне сборных: студенческая сборная Украины становилась бронзовым призёром студенческого чемпионата мира в 1995 году, а сборная юниоров Украины становилась серебряным призёром юниорского чемпионата мира в 1997 году. Мужская национальная сборная команда Украины на протяжении четырёх спортивных сезонов находилась в элитном дивизионе мирового гандбола, участник финалов чемпионатов Европы в Хорватии (XII место) и Швеции (XI место), чемпионата мира во Франции (VII место).
Владислав Цыганок автор более 40 научных работ посвященных теории, методике и практике спортивной тренировки.